# Eva Cedeño
Irma Evangelina Cedeño Rascón (Hermosillo, 28 de dezembro de 1989), mais conhecida como Eva Cedeño, é uma atriz, apresentadora e boxeadora mexicana.

## Biografia
Eva se formou no Centro de Educação Artística (CEA) em 2014. Ela também realizou uma oficina de expressão cênica em Guadalajara, uma oficina de cinema em Los Angeles e aulas de boxe. Eva é formada em marketing.
Em 2015, ela teve sua primeira participação na televisão, na telenovela A que no me dejas. Interpretando uma vilã, ela compartilha cenas com Moisés Arizmendi, Osvaldo Benavides e Alejandra Barros.
Em 2016, ela participou de Simplemente María com um papel menor e, mais tarde, nas cenas de Mi adorable maldición, compartilhando com Ilse Ikeda, Alejandro Ávila e Santiago Hernández.
Em 2017, ela se juntou ao elenco de El vuelo de la Victoria, interpretando Cristina, uma das antagonistas da história, juntamente com Mane de la Parra, Susana Dosamantes e Roberto Blandón. No final de 2017, ela se junta ao elenco de Por amar sin ley do produtor José Alberto Castro.
Em 2020, protagonizou a novela Te doy la vida, dando a vida de Elena Villaseñor, juntamente com José Ron.
Em 2021, protagonizou a novela ¿Qué le pasa a mi familia?, dando a vida de Regina, ao lado do ator Mane de la Parra, Julián Gil, Gaby Platas, Lisette Morelos, e entre outros. 
Em 2022, protagonizou a novela Amor dividido, dando a vida de Abril, juntamente com Gabriel Soto, Irina Baeva, Andrés Palacios, e entre outros. Ainda em 2022, ela antagoniza a novela Cabo (telenovela), dando a vida de Isabella, juntamente com Bárbara de Regil, Matías Novoa, Diego Amozurrutia, Rebecca Jones, Mar Contreras, e entre outros.   

## Filmografia
| Ano       | Telenovela                          | Personagem                            |
| --------- | ----------------------------------- | ------------------------------------- |
| 2025      | A.mar, donde el amor teje sus redes | Estrella Contreras Lara               |
| 2023-2024 | Golpe de suerte                     | Miranda Ortiz Ávila                   |
| 2022-2023 | Cabo                                | Isabela Escalante Manrique            |
| 2022      | Amor dividido                       | Abril Moreno Sánchez de García        |
| 2021      | ¿Qué le pasa a mi familia?          | Regina Rueda Torres de Iturbide       |
| 2020      | Te doy la vida                      | Elena Villaseñor Espinoza de Rioja    |
| 2019      | Un poquito tuyo                     | Leticia "Lety" Solano Díaz de Jiménez |
| 2018      | Por amar sin ley                    | Leticia Jara                          |
| 2017      | El vuelo de la Victoria             | Cristina Rivadeneira Montero          |
| 2017      | Mi adorable maldición               | Inés Bustos                           |
| 2016      | Simplemente María                   | Bertha de Mérida                      |
| 2015      | A que no me dejas                   | Odette Córdova                        |

### Teatro
| Ano  | Obra                                     | Personagem |
| ---- | ---------------------------------------- | ---------- |
| 2014 | El diario de Ana Frank                   | Edith      |
| 2014 | Sueño de una psicodélica noche de verano | Elena      |

### Condução
| Ano  | Título                           |
| ---- | -------------------------------- |
| 2015 | Publicidad Pepsi                 |
| 2011 | Teledición (Televisa Hermosillo) |

### Cinema
| Ano  | Filme                      | Personagem   |
| ---- | -------------------------- | ------------ |
| 2016 | El Capo - El amo del túnel | Katia García |

## Ligações Externas
- Eva Cedeño. no IMDb.
- Eva Cedeño no Facebook
- Eva Cedeño no Instagram
- Eva Cedeño no X